# Комната-музей Чехова в Коломбо
Мемориальная комната-музей А. П. Чехова в городе Коломбо расположена в одном из номеров отеля «Гранд Ориенталь», в котором в ноябре 1890 года останавливался писатель.

## История

### Чехов на Цейлоне
Осенью 1890 года русский писатель и драматург Антон Павлович Чехов на пароходе Доброфлота «Петербург» возвращался с Сахалина, куда годом ранее отправился, чтобы получить полное представление о стране. Его путь пролегал, в том числе, и через остров Цейлон (ныне — Шри-Ланка).
Первоначально по рекомендации губернатора Цейлона Чехов остановился в старейшем и престижнейшем отеле Коломбо, построенном в 1864 году и имеющем прекрасный вид на океан, — «Голл Фэйс» (англ. Galle Face Hotel). Однако попадавший в окна номера морской бриз усугубил и без того подорванное за время путешествия здоровье писателя, и он вынужден был переселиться в отель «Гранд Ориенталь» (англ. Grand Oriental Hotel). Именно тут он завершил написание своего рассказа «Гусев», к созданию которого он приступил ещё на Сахалине.
О Цейлоне Чехов в своём письме Алексею Суворину писал:
Затем следует Цейлон – место, где был рай. Здесь, в раю, я сделал больше 100 верст по железной дороге и по самое горло насытился пальмовыми лесами и бронзовыми женщинами. Когда у меня будут дети, то я не без гордости скажу им: «Сукины дети, я на своём веку имел сношение с черноглазой индуской… и где же? В кокосовом лесу, в лунную ночь.»Чехов — Суворину. Письмо от 9 декабря 1890 г.

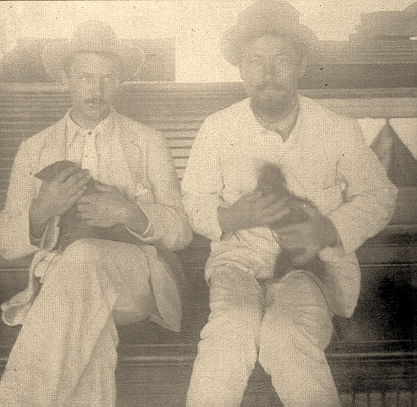
Антон Павлович Чехов и мичман Глинка с мангустами после отплытия с Цейлона

С самого острова в Россию писатель привёз мангуста и пальмового кота. Уже в Москве выяснилось, что оба зверька весьма неугомонны — мангуст даже сбегал из дома. В итоге, Антон Павлович написал письмо в зоопарк с просьбой принять животных в подарок.

### Основание музея
В 1999 году к 95-летию со дня кончины Чехова сотрудниками российского Государственного литературного музея в отеле «Гранд Ориенталь» была открыта мемориальная комната-музей писателя. В главном холле отеля была размещена мемориальная доска, на которой на русском и английском языках сделана надпись о том, что с 12 по 18 ноября 1890 года в нём жил русский писатель А. П. Чехов.
14 августа 2010 года рядом с отелем «Гранд Ориенталь» в честь 150-летия со дня рождения Антона Павловича Чехова и 120-летия с момента его пребывания на острове Цейлон состоялось торжественное открытие его бюста. Он был передан в дар народу Шри-Ланки Россией от Союза писателей России автором, скульптором Григорием Викторовичем Потоцким.
6 декабря 2010 года на стене не устроившего Чехова отеля «Голл Фэйс» также появилась памятная табличка о его пребывании здесь в ноябре 1890 года.

## Описание
Комната-музей Чехова расположена в номере 304 отеля «Гранд Ориенталь»: в нём сохранена мебель и обстановка конца XIX века, а на стенах можно увидеть фотографии писателя. Желающие могут даже снять этот гостиничный номер и погрузиться в историю.